# Лука Цариградски
Лука Хрисоверг или Лука Цариградски (грч. Λουκας Χρυσοβεργης; 12. век) - цариградски патријарх у периоду од 1156. до 1169. године.
Место и година Лукиног рођења су непознати. Пре него што је постао патријарх, Лука је био монах.
Патријаршију Луке одликује обимна црквено законодавна делатност. Лука је сазвао неколико црквених сабора у Цариграду и у њихово име издао дефиниције које и данас живе. Сврха саборних дефиниција била је како да се исправе недостаци у положају свештенства, тако и да се реше поједина питања од општецрквеног значаја. Саборне дефиниције објављене су у 119. тому Грчке патрологије. Дешавало се да свештеници управљају кућама или туђим имањима, да су служили у магистрату, попуњавали места порезника, бавили се адвокатуром у судовима, одржавали купатила, чак и пијаце и јавне куће. Све ове радње биле су забрањене саборним дефиницијама и, према тим канонима, свештенство које преступи каноне треба накнадно да буде кажњено. Саборски канони забрањивали су свештеницима и ђаконима да се баве лекарском праксом, а разлог за то је био следећи: током лекарске праксе, свештенство је скидало одећу која је додељена њиховом чину и обукла световну одећу како се не би разликовала од других лекара. За време патријаршије Луке на сабору је решено питање крштења заробљених муслиманских дечака. У Византији су покушали да их покрсте; међутим, испоставило се да су неки од њих крштени у детињству. Испоставило се да су понегде муслимански родитељи своју децу крстили од православних свештеника у празноверју да ће се на тај начин њихова деца ослободити демонских недаћа и да неће заударати на псе. Поставило се питање ваљаности таквог крштења. Сабор је одлучио: крштење које муслимани врше над својом децом од стране православних свештеника треба сматрати не светим крштењем, већ магијом и неком врстом лечења, и одредио да се муслимански дечаци заробљени поново крсте. Друго питање постављено на сабору било је следеће – један византијски аристократа се заветовао да ће постити све среде у част Јована Крститеља, празник Рођења Христовог падао је у среду; Племић се обратио цару Манојлу са питањем да ли треба одржати завет. Цар је наложио Сабору да реши ово питање; сабор је одобрио аристократов завет, али му је дозволио да не пости на овај празник. За време патријарха Луке Хрисоверга, на његову иницијативу, забрањен је следећи обичај: на празник Светих бележника, учитељи који су учили децу писању (нотари) стављали су сценске маске и појављивали се на јавним местима у овом облику. Патријарх је то забранио убудуће.
На Цариградском сабору 1157. године, којим је председавао Лука Хрисоверг, Сотирихево учење о Христовој жртви је осуђено као јеретичко.
А.П. Лебедев сматра да је патријарх Лука Хрисоверг у односима са царем понекад показивао смелост која приличи његовом чину, али се понекад понижавао до недозвољеног ласкања. Цар Манојло је, поводом војног тријумфа, одлучио да организује верску литију до храма Свете Софије, и желео је да у овој поворци учествује султан Килич-Арслан, који је у то време био у посети Византији, али се Лука успротивио вољи владара. Патријарх се у овом случају показао на најбољи могући начин и показао ревност и смелост. Истовремено је дозволио да се „чинови” једног сабора који је био под њим заврше следећим ласкавим речима цару Манојлу: „Са царем Давидом се молимо и певамо: нека Бог учини да његов (Манојлов) престо буде сличан небеском, и припреми му семе заувек, и он ће испунити све жеље срца свога; нека му служе сви народи.” Утолико је чудније ово што се и сам Лука Хрисоверг невољно приклонио мишљењу цара, прокламованом на поменутом сабору.
Лука Хрисоверг се дописивао са руским великим кнезом Андрејем Богољубским 1160-их година; сачувано је Лукино писмо великом кнезу. Андреј Богољубски је тражио да у свом региону има посебног митрополита, али је Лука то одбио. 
Постоји велики број песама са религиозним садржајем које је написао Лука Хрисоверг.